# ACE (magazine)
Pour les articles homonymes, voir ACE.
ACE (Advanced Computer Entertainment) était un magazine britannique de jeu vidéo multi-format. Apparu en octobre 1987, il était à l'origine publié par Future Publishing avant d'être récupéré par EMAP en 1989. Il disparaît à son 55e numéro, en avril 1992.

## Historique
Le magazine était imprimé sur papier brillant.
Après la vente du magazine à EMAP en 1989, l'équipe rédactionnelle est redéployée vers les titres Amiga Format et ST Format.